# 直觉主义
在数学哲学和邏輯中，直觉主义（英語：Intuitionism），或者新直觉主义（Neointuitionism ）（对应於前直觉主义（Preintuitionism）），是用人类的构造性思维活动进行数学研究的方法。也可翻译成直觀主義。
任何数学对象被视为思维构造的产物，所以一个对象的存在性等价于它的构造的可能性。这和古典的方法不同，因为根據古典方法，一个实体的存在可以通过否定它的不存在来证明。对直觉主义者來說，这是不正确的：不存在的否定不表示可能找到存在的构造证明。正因为如此，直觉主义是数学结构主义的一种；但它不是唯一的一类。
直觉主义把数学命题的正确性和它可以被证明等同起来；如果数学对象纯粹是精神上的构造，还有什么其它法则可以用作真实性的检验呢（如同直觉主义者所說的一样）？这意味着直觉主义者对一个数学命题的含义，可能與古典的数学家有不同理解。例如，说 A 或 B，对于一个直觉主义者，是宣称 A 或是 B 可以被「证明」，而非兩者之一「為真」。值得一提的是，只允許 A 或 非A 的排中律，在直覺主義邏輯中是不被允许的；因为不能假设人们总是能够证明命题 A 或它的否定命题。
直觉主义也拒绝承认实无穷的抽象概念；也就是说，它不把像所有自然数的集合或任意有理数的序列这样的无穷当作实体来考虑。这要求将集合论和微积分的基础分别重新构造为构造主义集合论和构造主义分析。

## 对直觉主义有贡献的人
- 鲁伊兹·布劳威尔
- 阿蘭德·海廷
- 斯蒂芬·克莱尼
- 迈克尔·达米特

## 直觉主义数学的分支
- 直觉逻辑
- 直觉主义算术
- 直觉类型理论
- 直觉主义集合论
- 直觉主义微积分

## 参看
- 超直觉主义
- 反现实主义
- BHK释义
- 直觉类型论
- 经典逻辑
- 中间逻辑
- 线性逻辑
- 构造性证明
- Curry-Howard对应
- 可计算性逻辑
- 博弈语义

## 资源
- . 罗德里奇哲学百科全书（英语：Routledge Encyclopedia of Philosophy） （英语）.